# Паоло Веронезе
Паоло Веронезе (право име: Паоло Каљари, итал. Paolo Cagliari/Caliari, Paolo Veronese; 1528 — Венеција, 19. април 1588) је венецијански сликар из епохе ренесансе, односно маниризма. Он је пореклом је из Вероне, по којој је добио надимак Веронезе. 
Са Тицијаном и Тинторетом се сматра једним од тројице великих сликара позне ренесансе. Његове слике су познате по наративним и драматичним илузионистичким приказима на огромним форматима, по богатој архитектури у позадини, и по светлу и блиставом колориту, као што су Венчање у Кани (1563) и Гозба у кући Левија (1573). Укључен са Тицијаном, за генерацију старијим, и деценију старијим Тинторетоом, Веронез је један од „сјајног трија који је доминирао венецијанским сликарством цинквецента“ и касне ренесансе у 16. веку. Познат као врхунски колориста, а након раног периода са маниризмом, Паоло Веронезе је развио натуралистички стил сликања, под утицајем Тицијана.
Његова најпознатија дела су сложени наративни циклуси, изведени у драматичном и живописном стилу, препуни величанствених архитектонских поставки и блиставе сценографије. Посебно су познате његове велике слике библијских гозби, препуне ликова, насликане за трпезарије манастира у Венецији и Верони, а био је и водећи венецијански сликар плафона. Већина ових дела остаје ин ситу, или бар у Венецији, а његова заступљеност у већини музеја углавном је се састоји од мањих дела попут портрета који га не показују увек у најбољем или најтипичнијем облику.
Одувек су га ценили због „хроматског сјаја његове палете, раскоши и осећајности његове употребе четкица, аристократске елеганције његових фигура и величанствености његовог призора“, али се сматрало да његов рад „не дозвољава изражавање дубоког, људског или узвишеног“, и међу „великом тројком“ модерна критика га је често најмање цени. Без обзира на то, „многи од највећих уметника ... могу се убројити међу његове поштоваоце, укључујући Рубенса, Вата, Тијепола, Делакроа и Реноара“.

## Животи и рад

### Рођење и имена
Веронезе је своје презиме добио по свом родном месту Вероне, тада највећег поседа Венеције на копну. Попис становништва у Верони сведочи да је Веронезе рођен негде 1528. године у породици каменорезаца, или spezapreda на венецијанском језику, званог Габриел, и његове супруге Катерине. Он је био њихово пето дете. У то време је било уобичајено да се презимена преузимају из очеве професије, те је стога Веронезе био позната као Паоло Спезапреда. Он је касније променио име у Паоло Калијари, јер је његова мајка била ванбрачна ћерка племића по имену Антонио Калијари. Његова најранија позната слика је „П. Калијари Ф.”, што је „прва позната инстанца у којој је користио ово презиме”, а након што је неколико година у Венецији користио „Паоло Веронезе”, након око 1575. године наставио је да потписује своје слике као „Паоло Калијари”. Пре 20. века често су га звали „Паоло Веронезе” да би га разликовали од другог сликара из Вероне, „Алесандра Веронеза”, данас познатог као Алесандро Турки (1578–1649).

### Младост
До 1541. године Веронезе је био шегрт код Антонија Бадила, који је касније постао његов таст, а 1544. био је шегрт Ђованија Франческа Карота; обоје су били водећи сликари у Верони. Олтарска слика коју је Бадил сликао 1543. године укључује упечатљиве одломке који су највероватније били дело његовог петнаестогодишњег шегрта; Веронезов превремени таленат убрзо су превазишао ниво радионице и он 1544. више није радио под Бадилом. Иако обучен у култури маниризма који је тада био популаран у Парми, убрзо је развио сопствену склоност за озаренију палету.
У касним тинејџерским годинама сликао је дела за важне цркве у Верони, а 1551. године млетачки огранак важне породице Гиустинијани изнајмио га је да ослика олтарску слику њихове капеле у цркви Сан Франческо дела Вигна, која је тада била у потпуности обновљена по дизајну Јакопа Сансовина. Исте године радио је на уређењу виле Соранзо близу Тревиза, са својим веронезшким колегама Ђиованијем Батистом Зелотијем и Анселмом Канеријом. Остали су само фрагменти тих фресака, али се сматра да су били важни за утврђивање његове репутације. Опис Карла Ридолфија скоро век касније помиње да је једна од митолошких тема била Даријева породица пред Александром, ретка тема у Веронезовом највећем третману световне историје, која се сада налази у Националној галерији у Лондону.

## Радне праксе
Поред плафонских креација и зидних слика, Веронезе је израдио и олтарске слике (Посвећење Светог Николе, 1561–62, Лондонска Национална галерија), слике на митолошке теме (Венера и Марс, 1578, њујоршки Метрополитен музеј уметности), и портрети (Портрет даме, 1555, Лувр). Сачуван је значајан број композиционих скица пером, тушем, студија фигура кредом, кјароскуро модели и рикорди.
Водио је породичну радионицу, укључујући свог млађег брата Бенедета (1538–1598), као и његове синове Карла и Габријела, и његовог нећака Луиђија Бенфата (такође званог дал Фрисо; 1559–1611), која је остала активна десетак година након његове смрт у Венецији 1588. године, потписујући њихово дело са „Haeredes Pauli” („наследници Паола”), и настављајући да користе његове цртеже. Према Николасу Пенију, „изгледа да је улога радионице стално расла, а после 1580. ретко је да можемо да будемо сигурни да је Веронезе била једина рука укључена“. Међу његовим ученицима били су његов савременик Ђовани Батиста Зелоти, а касније Ђовани Антонио Фазоло, Сигисмондо де Стефани и Анселмо Канери. Породица Калијари се наставила и један други Паоло Калијари је 1888. објавио прву монографију о свом претку.
Веронезе је био један од првих сликара чије су цртеже током његовог живота били тражени међу колекционарима.

## Галерија слика
- Свадба у Кани, 1562–1563. Лувр
- Гозба у Левијевој кући, платно из 1573.
- Даријева породица пред Александром (1565–1570). Уље на платну, 236,2cm × 475,9 cm, Национална галерија у Лондону.